# Edmund Mortimer (1391-1425)
Edmund Mortimer, 5e graaf van March, 7e graaf van Ulster, (New Forest, 6 november 1391 - Trim, 18 januari 1425) was een Engelse edelman en van 1398 tot 1399 als erfgenaam van koning Richard II troonopvolger van de Engelse troon.

## Vroege leven
Edmund Mortimer was de oudste zoon van Roger Mortimer, de vierde graaf van March, uit diens huwelijk met Eleonora Holland, dochter van Thomas Holland, de tweede graaf van Kent. Hij was eveneens de betachterkleinzoon van koning Eduard III van Engeland en hierdoor verwant met koning Richard II van Engeland.
Na de dood van zijn vader in juli 1398 werd de toen zesjarige Edmund graaf van March en Ulster en erfde hij diens landerijen in Engeland, Wales en Ierland. Daarenboven verwierf hij diens positie als troonopvolger van de kinderloze Richard II. Ongeveer een jaar later, in september 1399, werd Richard II echter afgezet door Hendrik Bolingbroke, de hertog van Lancaster die als Hendrik IV vervolgens de Engelse troon besteeg. De jonge Edmund en zijn broer Roger werden door de nieuwe koning onder de voogdij van Sir Hugh Waterton geplaatst. Ze verbleven in Windsor Castle en Berkhamsted Castle, waar ze eervol werden behandeld. Ook groeiden ze deels op met Jan van Bedford en Filippa, kinderen van Hendrik IV.
In februari 1405 beraamden Henry Percy, graaf van Northumberland, Owain Glyndŵr, prins van Wales, en zijn oom Edmund Mortimer een complot tegen Hendrik IV. Deze samenzwering hing ongetwijfeld samen met het plan om Edmund en zijn broer Roger uit de koninklijke voogdij bevrijden en over te brengen naar Wales. Op 13 februari werden de jongens uit Windsor Castle ontvoerd, maar de koninklijke troepen konden hen nabij Cheltenham onderscheppen. Constance van York werd verantwoordelijk gehouden en gearresteerd. Ze wees met een beschuldigende vinger naar haar broer Eduard van Norwich, die zeventien weken werd gevangengezet. Als gevolg van de mislukte ontvoering werden de broers op 1 februari 1406 naar Pevensey Castle gebracht, waar ze onder toezicht van Sir John Pelham onder strikte bewaking stonden. Exact drie jaar later, op 1 februari 1409, kwamen Edmund en Roger Mortimer onder de voogdij van prins Hendrik van Wales, de oudste zoon van de Engelse koning.

## De regering van koning Hendrik V
Toen die laatste in april 1413 als Hendrik V de Engelse troon besteeg, werden de broers vrijgelaten en tot ridders in de Orde van het Bad benoemd. Op 9 juni 1413 kreeg Edmund van de nieuwe koning zijn landerijen officieel toegewezen. Op 17 januari 1415 kreeg hij pauselijke dispensatie, hetgeen hem de toelating gaf om te mogen trouwen met zijn nicht in de tweede graad Anne Stafford (overleden in 1432), dochter van graaf Edmund Stafford en Anne van Gloucester, dochter van Thomas van Woodstock, graaf van Gloucester. Beide echtelieden waren afstammelingen van koning Eduard III. Koning Hendrik V was zeer ontevreden met het huwelijk en legde Edmund Mortimer een boete van 10.000 mark op.
Op deze onenigheid na was Edmund Mortimer heel loyaal aan de Engelse koning. Hij liet nooit zijn aanspraken op de Engelse troon gelden en was een trouwe adviseur van Hendrik V. 
Op 16 april 1415 was hij aanwezig op een raad die een oorlog met Frankrijk voorbereidde. Terwijl de voorbereidingen in volle gang waren, lanceerden enkele ontevreden edelen onder leiding van Richard van Conisburgh, die gehuwd was met Mortimers zus Anne, het Southampton Plot, waarbij Edmund Mortimer naar Wales gebracht en tot koning geproclameerd zou worden. Toen Mortimer dit plan ontdekte, onthulde hij de samenzwering meteen aan koning Hendrik V. Daarna zetelde hij in de commissie die Conisburgh en de andere samenzweerders ter dood veroordeelde, waarna ze tussen 2 en 5 augustus 1415 onthoofd werden.
Mortimer had hoge schulden toen hij de troepen van Hendrik V naar Frankrijk begeleidde. Hij nam deel aan verschillende campagnes in Normandië, waaronder het Beleg van Harfleur. Tijdens deze laatste actie liep hij dysenterie op, waardoor Mortimer moest terugkeren naar Engeland. Na zijn genezing ging hij opnieuw naar Frankrijk. Op 15 augustus 1416 werd hij benoemd tot kapitein van een expeditie die onder leiding van Jan van Bedford en Walter Hungerford Harfleur moest bevrijden en hij maakte eveneens deel uit van het leger dat in 1417 en 1418 Normandië veroverde. In juli 1420 nam hij deel aan het Beleg van Melun.
In februari 1421 vergezelde Edmund Mortimer koning Hendrik V en zijn bruid Catharina van Valois, dochter van koning Karel VI van Frankrijk, terug naar Engeland. Op 21 februari droeg hij de scepter bij de kroning van Catharina tot koningin van Engeland. In juni 1421 keerden Mortimer en de koning alweer terug naar Frankrijk. In augustus 1422 namen beiden deel aan het Beleg bij Meaux, waarbij koning Hendrik V ziek werd en overleed.

## Laatste jaren
Hendrik V werd opgevolgd door zijn negen maanden oude zoontje Hendrik VI. Op 9 december 1422 werd Mortimer aangesteld als lid van de regentenraad die Engeland bestuurde tot de meerderjarigheid van de nieuwe koning in 1437.
Op 9 mei 1423 werd Edmund Mortimer voor een termijn van negen jaar benoemd tot Lord Lieutenant van Ierland, maar liet de uitoefening van deze functie over aan een plaatsvervanger en bleef in Engeland. Na een hevige ruzie met Humphrey van Gloucester, de oom van de jonge koning, en de executie van zijn bloedverwant John Mortimer, werd hij naar Ierland verbannen. In de herfst van 1424 kwam hij aan, maar niet veel later, in januari 1425, bezweek Mortimer in het Kasteel van Trim aan de pest. Hij werd bijgezet in Stoke-by-Clare, Suffolk, waar hij in 1414 een college voor seculiere kanunniken had opgericht. 
Aangezien Mortimer geen nakomelingen had, werden zijn landerijen en titels geërfd door hertog Richard van York, de zoon van zijn zus Anne en Richard van Conisburgh. Deze erfde ook Mortimers aanspraken op de Engelse troon, wat aanleiding gaf tot de Rozenoorlogen in de jaren 1450 tot 1480.